# Babadag
Babadag (rumænsk udtale: [babaˈdaɡ] ( hør); tyrkisk: Babadağ, lit. "Far Mountain"), tidligere kendt som Babatag, er en by i distriktet Tulcea i Rumænien. Den ligger ved en lille sø dannet af floden Taița, i det tætbevoksede højland i det nordlige Dobrogea, og har 9.213 (2021) indbyggere. Et af flere gravmæler for Sari Saltik (en) findes i byen.
Babadag-søen (ro) er kun delt af en stribe marskland fra Razelmsøen, et bredt vandområde, der løber ud i Sortehavet.

## Historie
Navnet Babadag er forbundet med 1200-tallets dervish Baba Sari Saltik, som siges at have ført et antal Oghuz-tyrkere til Dobruja hvor de bosatte sig. Byen blev første gang nævnt af Ibn Battuta under navnet Baba Saltuk, som den yderste forpost for "tyrkerne" (dvs. den Gyldne Horde).
Byen blev erobret af Bayezid 1., sultan i det Det Osmanniske Rige, i hans 1393 Donaufelttog. Opførelsen af en fæstning blev påbegyndt her under Murad 4.s regeringstid, men i 1650 stod kun fæstningens grundmure og tårne tilbage. I det 17. århundrede tjente det lejlighedsvis som vinterhovedkvarter for tyrkernes storvesir under deres krige med Rusland. Byens beliggenhed tæt på Sortehavet gjorde den til et mål for den russiske flåde, byen blev bombet af russerne i 1854 under Krimkrigen. Efter den russisk-tyrkiske krig (1877-1878) mellem det osmanniske og russiske imperium blev Babadag en del af det uafhængige Rumænien.
- Gazi Ali Pasha Moskeen i Babadag
- Park i Babadag
- Nordlig adgangsvej